# Péran Triovasálos
Péran Triovasálos (Pera Triovasalos) är en ort i Grekland.   Den ligger i prefekturen Kykladerna och regionen Sydegeiska öarna, i den sydöstra delen av landet, 150 km söder om huvudstaden Aten. Péran Triovasálos ligger 127 meter över havet och antalet invånare är 649. Den ligger på ön Milos Island.
Terrängen runt Péran Triovasálos är kuperad söderut, men norrut är den platt. Havet är nära Péran Triovasálos åt nordväst. Närmaste större samhälle är Adámas, 2,0 km sydost om Péran Triovasálos. 